# لقمه‌ماهی لبه‌سفید آب شیرین
لقمه‌ماهی لبه‌سفید آب شیرین (نام علمی: Himantura signifer) نام یک گونه از سرده لقمه‌ماهی‌های شلاقی است.